# Igino (obwód kurski)
Igino (ros. Игино) – wieś (ros. село, trb. sieło) w zachodniej Rosji, w sielsowiecie wierchnielubażskim rejonu fatieżskiego w obwodzie kurskim.

## Geografia
Miejscowość położona jest nad Krasawką (lewy dopływ Swapy), 9 km od centrum administracyjnego sielsowietu (Wierchnij Lubaż), 18,5 km na północny zachód od centrum administracyjnego rejonu (Fatież), 64 km na północny zachód od Kurska, 8 km od drogi magistralnej (federalnego znaczenia) M2 «Krym» (część trasy europejskiej E105).
We wsi znajdują się 124 posesje.
Klimat
Miejscowość, jak i cały rejon, znajduje się w strefie klimatu kontynentalnego z łagodnym ciepłym latem i równomiernie rozłożonymi opadami rocznymi (Dfb w klasyfikacji klimatów Köppena).

## Demografia
W 2010 r. wieś zamieszkiwało 119 osób.